# Marc VDS Racing Team

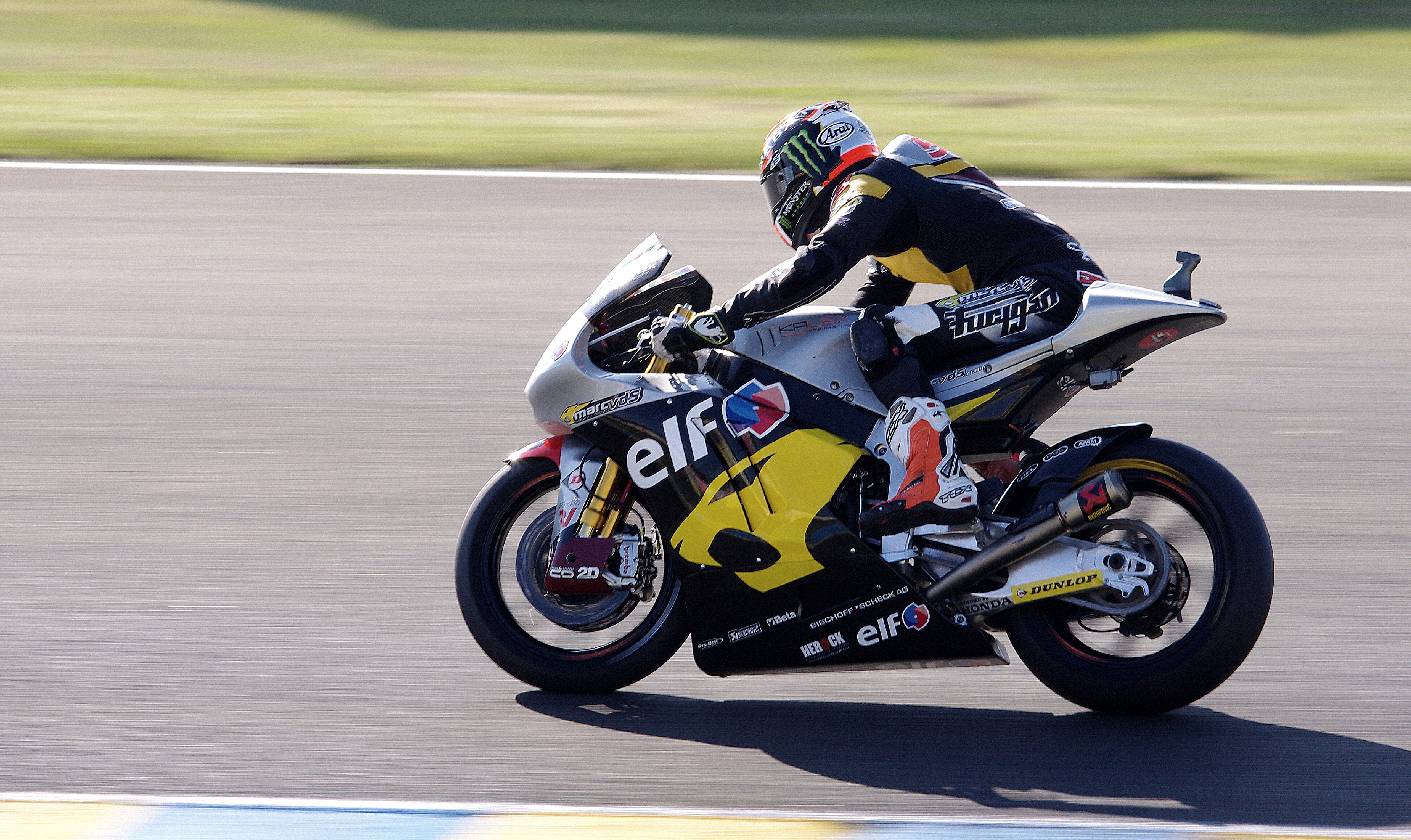
Esteve Rabat 2014.

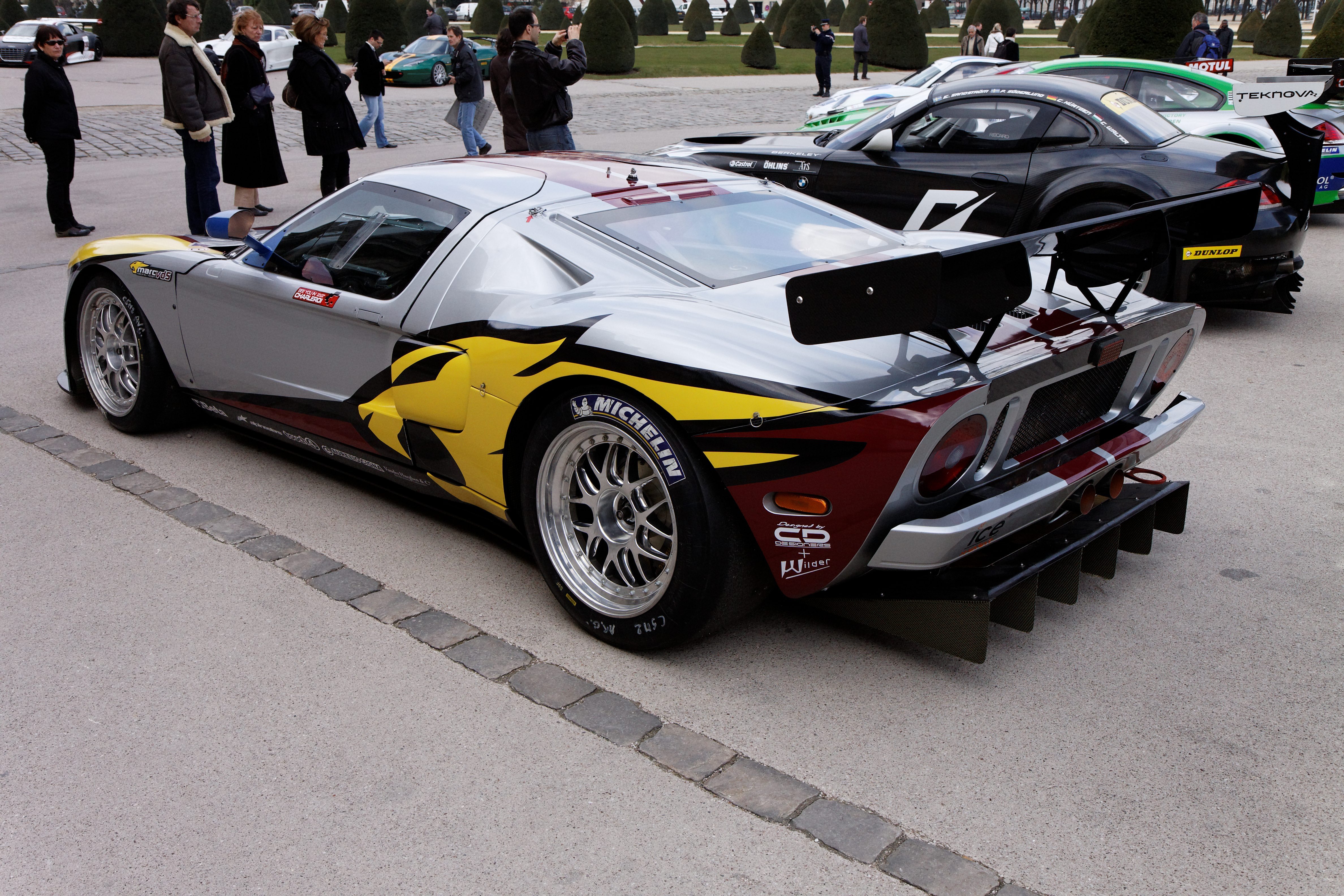
Blancpain Endurance Series, Ford GT 2011.

Marc VDS Racing Team är ett belgiskt stall som tävlar i motorcykelsport  (roadracing). Stallchef, grundare och ägare är Marc van der Straten från den belgiska bryggarfamiljen van der Straten. Teamet har tävlat i Moto2 och MotoGP i Grand Prix Roadracing. Tidigare var stallet framgångsrikt i bilracing och tävlade bl.a. i European Le Mans Series, VLN och NASCAR Whelen Euro Series. Största framgång är de tre VM-titlarna i Moto2: Roadracing-VM 2014 genom Esteve Rabat, Roadracing-VM 2017 genom Franco Morbidelli och Roadracing-VM 2019 genom Álex Márquez.
Stallet grundades 2001 som ett bilsportstall i Belgien och tävlade efter de inledande åren på nationell nivå bland annat tävlat i de internationella mästerskapen FIA GT1 World Championship, FIA GT World Championship, Belcar, Blancpain Endurance Series samt Paris-Dakar-rallyt.

## Roadracing
Roadracing-VM 2010 gjorde Marc VDS debut i motorcykelsport i den nya Moto2-klassen. Det var genom ett samarbete med Michael Bartholemy och Didier de Radiguès. Förare var Scott Redding och Héctor Faubel på  motorcyklar av fabrikat Suter.
Roadracing-VM 2011 fortsatte Redding, men med Mika Kallio som stallkamrat. De kom på plats 15 och 16 i VM. reddin g och kallio fick förnyat förtroende Roadracing-VM 2012 men teamet bytte motorcykel från Suter till Kalex. Resultaten förbättrades till placering 5 (Redding) och 6 (Kallio).  Roadracing-VM 2013 körde samma förare. Redding slogs om VM-titeln med Pol Espargaró men en bruten handled mot slutet av säsongen gjorde att Redding inte var konkurrenskraftig och fick nöja sig med andraplatsen i VM. kallio kom 4:a. Roadracing-VM 2014 körde förutom Kallio även spanjoren Esteve Rabat som hade blivit trea i VM 2013. Rabat blev världsmästare 2014 och Kallio kom 2:a. Rabat fortsatte 2015 då han kom på tredje plats i VM, men med Moto3-världsmästaren Álex Márquez som stallkamrat. Nästa VM-titel i Moto2 för Marc VDS kom Roadracing-VM 2017 genom italienaren Franco Morbidelli. Han gick därefter upp i Marc VDS Moto-GP-team. 2018 blev ett svagare år för Marc VDS med Márquez på fjärde plats och Mir på sjätte plats i VM. Roadracing-VM 2020 kom stallets tredje VM-titel genom Álex Márquez. 

### MotoGP
Marc VDS Racing gick upp i huvudklassen MotoGP Roadracing-VM 2015 som satellit-team för Honda med Scott Redding som ende förare. Han körde en Honda RC213V. Teamet tävlade 2015 under namnet Estrella Galicia 0,0 Marc VDS. Redding kom trea i San Marinos GP men hade eljest en svag säsong. 2016 utökade Marc VDS till två förare: Tito Rabat och Jack Miller. Miller tog teamets första Grand Prix-seger i MotoGP med seger på Assen 2016. Miller och Rabat fortsatte 2017 men ingen av de tog någon pallplats. Båda lämnade teamet och ersattes till 2018 av Franco Morbidelli och Tom Lüthi. Under säsongen meddelades att Marc VDS inte skulle tävla i MotoGP 2019 utan enbart i Moto2.

## Roadracingsäsonger i sammanfattning
| Säsong | Klass  | Team-namn            | Konstruktör | Motorcykel        | Förare            | VM- plac. | 1/2/3- platser  | Anm.            |
| ------ | ------ | -------------------- | ----------- | ----------------- | ----------------- | --------- | --------------- | --------------- |
| 2010   | Moto2  | Marc VDS Racing Team | Suter       |                   | Scott Redding     | 8         | - / 1 / 1       |                 |
| 2010   | Moto2  | Marc VDS Racing Team | Suter       | Héctor Faubel     | 26                | - / - / - |                 |                 |
| 2011   | Moto2  | Marc VDS Racing Team | Suter       |                   | Scott Redding     | 15        | - / - / -       |                 |
| 2011   | Moto2  | Marc VDS Racing Team | Suter       | Mika Kallio       | 16                | - / 1 / - |                 |                 |
| 2012   | Moto2  | Marc VDS Racing Team | Kalex       |                   | Scott Redding     | 5         | - / 1 / 4       |                 |
| 2012   | Moto2  | Marc VDS Racing Team | Kalex       | Mika Kallio       | 6                 | - / 1 / - |                 |                 |
| 2013   | Moto2  | Marc VDS Racing Team | Kalex       |                   | Scott Redding     | 2         | 3 / 3 / 1       |                 |
| 2013   | Moto2  | Marc VDS Racing Team | Kalex       | Mika Kallio       | 4                 | 1 / 2 / 1 |                 |                 |
| 2013   | Moto3  | Marc VDS Racing Team | Kalex KTM   |                   | Livio Loi         | 22        | - / - / -       |                 |
| 2014   | Moto2  | Marc VDS Racing Team | Kalex       |                   | Esteve Rabat      | 1         | 7 / 3 / 4       |                 |
| 2014   | Moto2  | Marc VDS Racing Team | Kalex       | Mika Kallio       | 2                 | 3 / 6 / 1 |                 |                 |
| 2014   | Moto3  | Marc VDS Racing Team | Kalex KTM   |                   | Livio Loi         | 21        | - / - / -       | GP 1-9          |
| 2014   | Moto3  | Marc VDS Racing Team | Kalex KTM   | Jorge Navarro     | 23                | - / - / - | GP 10-18        |                 |
| 2015   | MotoGP | EG 0,0 Marc VDS      | Honda       | Honda RC213V      | Scott Redding     | 13        | - / - / 1       |                 |
| 2015   | Moto2  | EG 0,0 Marc VDS      | Kalex       |                   | Esteve Rabat      | 3         | 3 / 4 / 3       |                 |
| 2015   | Moto2  | EG 0,0 Marc VDS      | Kalex       | Álex Márquez      | 14                | - / - / - |                 |                 |
| 2016   | MotoGP | EG 0,0 Marc VDS      | Honda       | Honda RC213V      | Esteve Rabat      | 21        | - / - / -       |                 |
| 2016   | MotoGP | EG 0,0 Marc VDS      | Honda       | Honda RC213V      | Jack Miller       | 18        | 1 / - / -       |                 |
| 2016   | Moto2  | EG 0,0 Marc VDS      | Kalex       |                   | Álex Márquez      | 13        | - / 1 / -       |                 |
| 2016   | Moto2  | EG 0,0 Marc VDS      | Kalex       | Franco Morbidelli | 4                 | - / 4 / 4 |                 |                 |
| 2017   | MotoGP | EG 0,0 Marc VDS      | Honda       | Honda RC213V      | Esteve Rabat      | 19        | - / - / -       |                 |
| 2017   | MotoGP | EG 0,0 Marc VDS      | Honda       | Honda RC213V      | Jack Miller       | 11        | - / - / -       |                 |
| 2017   | Moto2  | EG 0,0 Marc VDS      | Kalex       |                   | Álex Márquez      | 4         | 3 / 2 / 1       |                 |
| 2017   | Moto2  | EG 0,0 Marc VDS      | Kalex       | Franco Morbidelli | 1                 | 8 / 1 / 3 |                 |                 |
| 2018   | MotoGP | EG 0,0 Marc VDS      | Honda       | Honda RC213V      | Thomas Lüthi      | 29        | - / - / -       |                 |
| 2018   | MotoGP | EG 0,0 Marc VDS      | Honda       | Honda RC213V      | Franco Morbidelli | 15        | - / - / -       | Bästa nykomling |
| 2018   | Moto2  | EG 0,0 Marc VDS      | Kalex       |                   | Álex Márquez      | 4         | - / 2 / 4       |                 |
| 2018   | Moto2  | EG 0,0 Marc VDS      | Kalex       | Joan Mir          | 6                 | - / 2 / 2 | Bästa nykomling |                 |
| 2019   | Moto2  | EG 0,0 Marc VDS      | Kalex       |                   | Álex Márquez      | 1         | 5 / 2 / 3       |                 |
| 2019   | Moto2  | EG 0,0 Marc VDS      | Kalex       | Xavi Vierge       | 13                | - / - / - |                 |                 |
| 2020   | Moto2  | EG 0,0 Marc VDS      | Kalex       |                   | Augusto Fernández | 13        | - / - / -       |                 |
| 2020   | Moto2  | EG 0,0 Marc VDS      | Kalex       | Sam Lowes         | 3                 | 3 / 1 / 2 |                 |                 |
| 2024   | Moto2  | EG 0,0 Marc VDS      | Kalex       |                   | Filip Salač       | 17        | - / - / -       |                 |
| 2024   | Moto2  | EG 0,0 Marc VDS      | Kalex       | Tony Arbolino     | 11                | - / - / - |                 |                 |